# Pyramis Group

Logo

Pyramis ist ein Hersteller von Komponenten für Einbauküchen, darunter Armaturen, Spülen, Dunstabzugshauben und Kochfelder.
Jährlich produziert das Unternehmen aus Liti bei Thessaloniki bis zu 1.500.000 Edelstahl-Einbaubecken, 70 % der Waren gehen in den Export.

## Geschichte
1960 wurde das Unternehmen als Metallbaubetrieb von Alexandros Bakatselos gegründet und spezialisierte sich als Zulieferer für Einbauküchen. Einer der ersten Exportmärkte war Italien. Seit 1968 werden Spülbecken aus rostfreiem Stahl produziert, später wurde das Sortiment um Mischbatterien, Dunstabzugshauben und Elektrogeräte (Herde, Kochfelder) ergänzt.
Zwischen 1997 und 2007 wurden 43 Mio. Euro in Fertigungsanlagen investiert. Ab 1999 gründete Pyramis eigene Auslandsniederlassungen, unter anderem in Polen, Deutschland, Großbritannien, Rumänien, Russland, Bulgarien, Italien, den Vereinigten Arabischen Emiraten und Indien. Die deutsche Tochtergesellschaft war in Alsbach-Hähnlein und zog mittlerweile in ein denkmalgeschütztes Gebäude in die Nähe des Zentrallagers in Dillenburg.
2013 startete Pyramis eine eigene Fertigung für Kompositspülen, die unter der Materialbezeichnung Pyragranite vermarktet werden. Die neuen Produktionsanlagen mit einer Fläche von 4.000 m² stehen in Kilkis (Griechenland). 
Der Gründer der Pyramis Group Alexandros Bakatselos starb im August 2016 im Alter von 84 Jahren. Sein Sohn Nikolaos Bakatselos übernahm den Vorsitz des Aufsichtsrates (Board) der Pyramis Group. Er war bereits einige Jahre vorher Geschäftsführer geworden.